# Tomás Casares (rugbista)
Tomás Casares (Argentina, 11 de abril de 1999) es un jugador profesional argentino de rugby que se desempeña en la posición de número 8 en Miami Sharks, equipo perteneciente a la liga Major League Rugby.

## Carrera
En 2022, Casares se unió al equipo New England Free Jacks (2022-2023), después pasó a Miami Sharks, disputando su segunda temporada en la Major League Rugby.